# HK Lipetsk
Le HK Lipetsk est un club de hockey sur glace de Lipetsk en Russie. Il évolue dans la Pervaïa Liga, le troisième échelon russe.

## Historique
Le club est créé en 1979 .

## Palmarès
- Aucun titre.